# Organi della cattedrale di Santo Stefano a Vienna

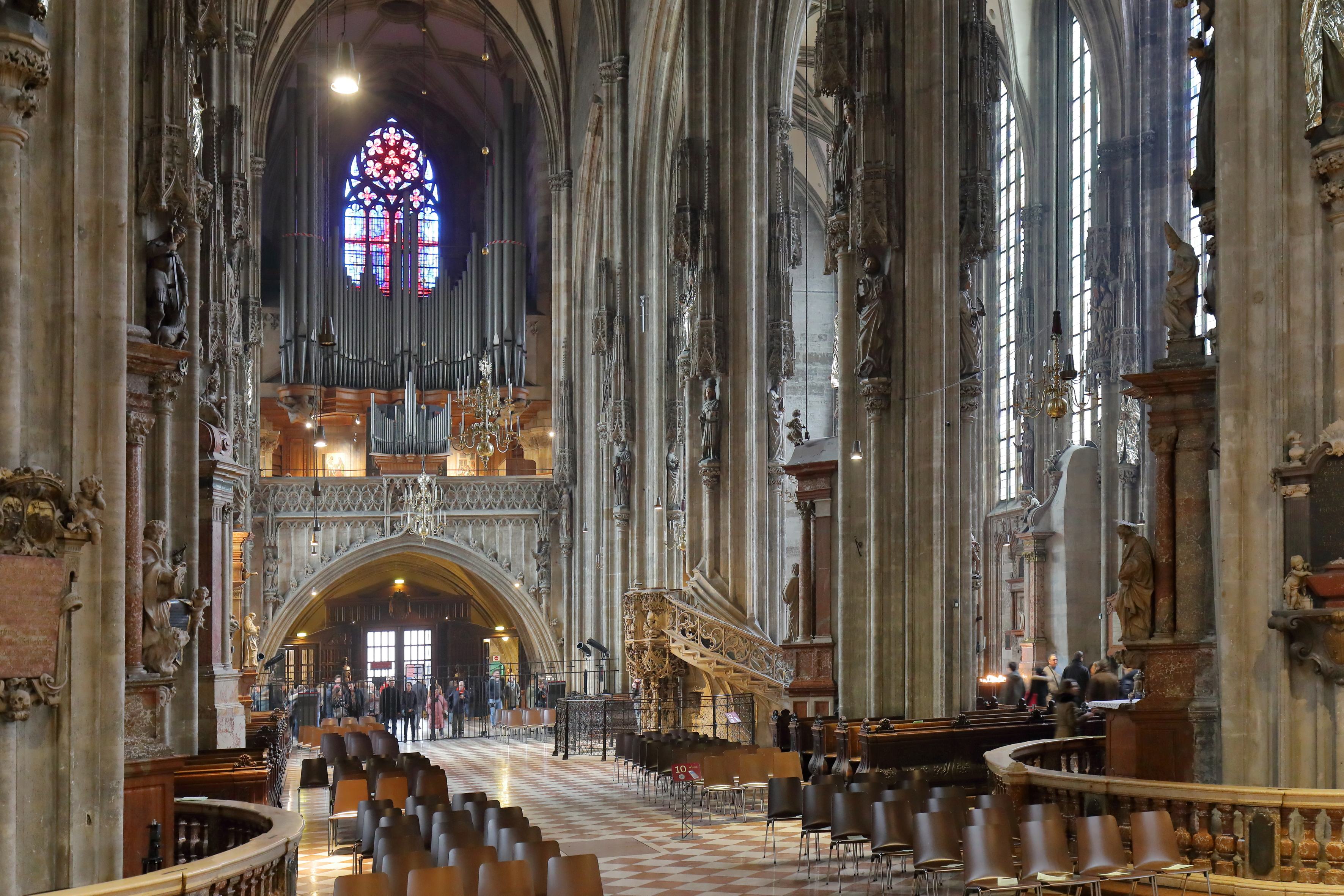
Interno della cattedrale verso la controfacciata con, sulla cantoria, l'organo Kauffmann

Nella cattedrale di Santo Stefano a Vienna si trovano tre organi a canne, tutti realizzati dalla ditta Rieger:
- l'organo in controfacciata, costruito nel 2017-2020 riutilizzando circa metà il materiale fonico del precedente organo Kauffmann del 1960;[1]
- l'organo situato nella navata laterale di destra, costruito nel 1991 e avente 54 registri distribuiti su quattro manuali e pedale;[2]
- Haydn-Orgel (in italiano: organo di Haydn), strumento mobile costruito nel 2009, avente 12 registri distribuiti su due manuali e pedale.[3]

## Storia
.

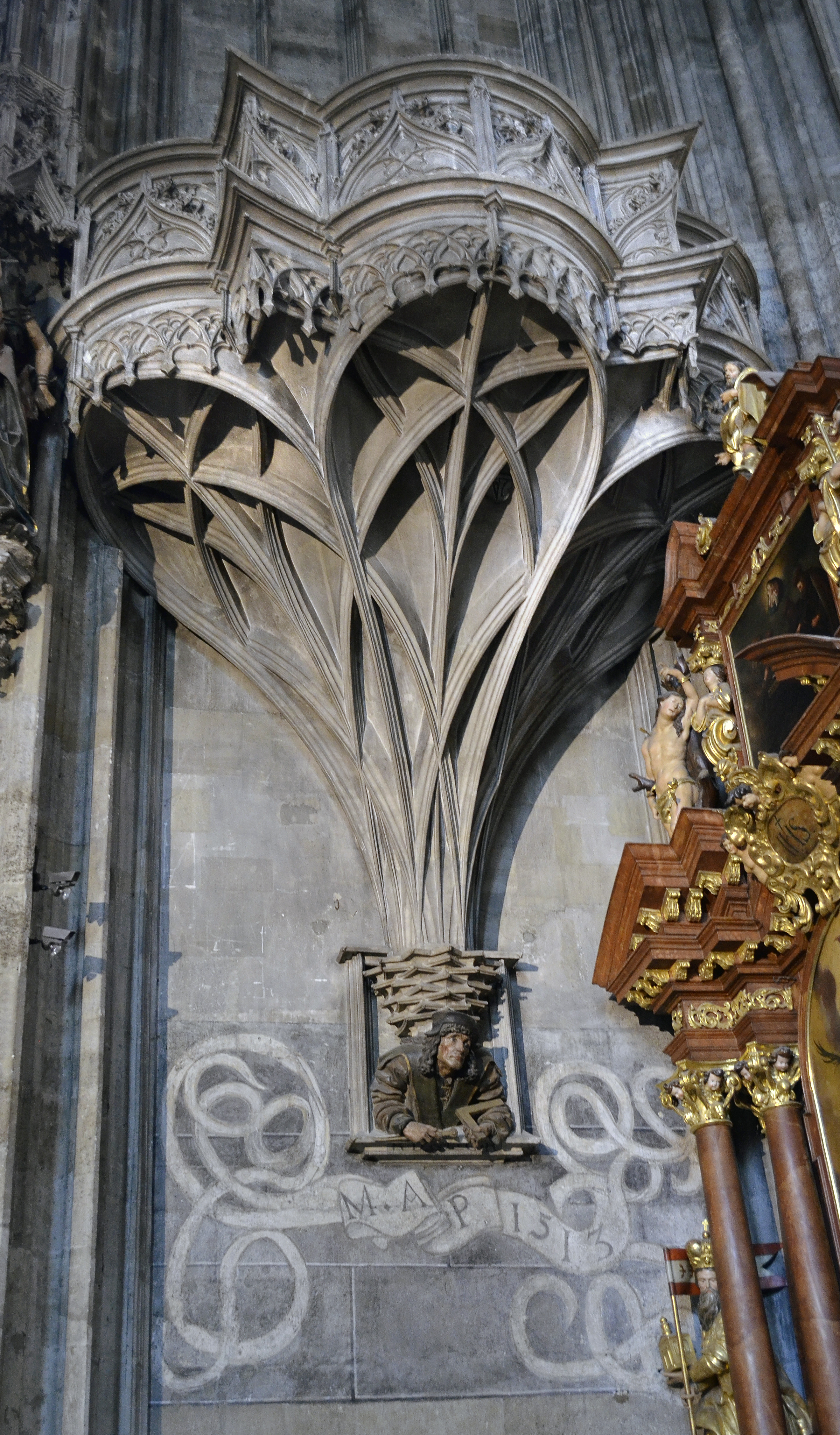
LOrgelfuß

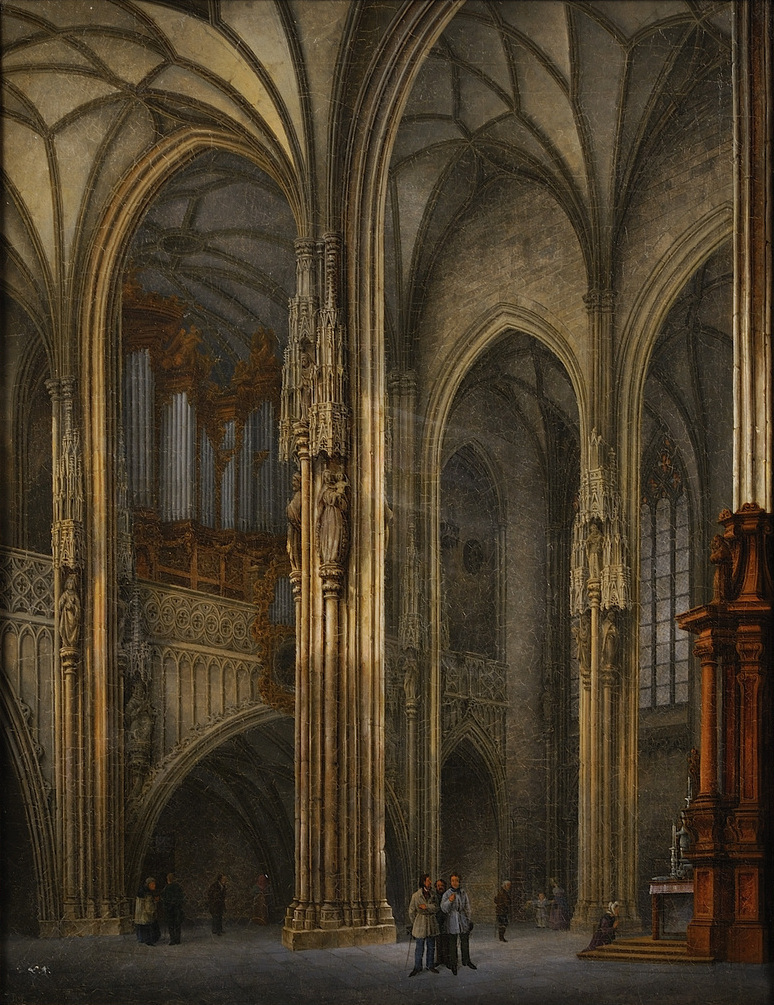
L'interno della cattedrale in un dipinto del 1814 di Ludvík Kohl: sulla cantoria, l'organo costruito da Ludvík Kohl

La prima menzione della presenza di un organo a canne all'interno della cattedrale di Vienna risale al 1334; lo strumento venne sostituito da uno nuovo nel 1336, il quale nel 1371 fu oggetto di un intervento di riparazione da parte dell'organista e organaro Peter. Nel 1512-1513, l'architetto e scultore Anton Pilgram costruì nell'ultima campata della navata laterale di sinistra una cantoria (chiamata in tedesco Orgelfuß) a nido di rondine, caratterizzata dalla particolare forma del piano di calpestio richiamante la metà di un quadrilobo. Sopra di essa venne spostato l'organo trecentesco che lì rimase fino al 1797, quando il suo materiale fonico venne in parte riutilizzato per la costruzione di un nuovo e più grande strumento.
La cattedrale venne dotata di un secondo organo a canne nel 1507, opera dell'organaro bolzanino Burchhard Tischlinger e collocato sulla cantoria (chiamata in tedesco Füchselbaldachin) soprastante l'ingresso della sacrestia grande; questo venne ampliato nel 1545 da Jacob Kunigschwerdt di Zwettl e, come per l'organo trecentesco, venne smantellato nel 1797, quando parte del suo materiale fonico venne riutilizzata per la costruzione di un più grande strumento.
Quest'ultimo, situato sulla cantoria posta sopra l'ingresso principale, era opera di Ignaz Kober e frutto di un ampliamento di un precedente organo del 1720, opera del viennese Ferdinand Josef Römer (il quale nel 1701 aveva costruito un organo per il coro della cattedrale) e del brunese David Sieber, avente 32 registri su due manuali e pedale che vennero nel 1797 portati a 41.
Nel XIX secolo i due organi della cattedrale furono oggetto di un importante rifacimento: quello del coro venne ricostruito nel 1886 da Rieger, il quale lo portò a 16 registri su due manuali e pedaliera; l'organo maggiore, invece, venne sostituito nel 1889 da un nuovo e più grande strumento in stile romantico, realizzato dall'organaro Eberhard Friedrich Walcker (opus 434), il quale nel 1879 aveva costruito un grande organo per la Votivkirche. Il nuovo organo della cattedrale era a sistema di trasmissione misto meccanico-pneumatico e disponeva di 90 registri; la sua consolle aveva tre tastiere di 54 note ciascuna ed una pedaliera di 27 note, con i registri e le unioni azionati da pomelli disposti su più file orizzontali ai lati dei manuali. La sua disposizione fonica era la seguente:
| Primo manuale  |     |
| Untersatz      | 32' |
| Principal      | 16' |
| Tibia major    | 16' |
| Viola major    | 16' |
| Bourdon        | 16' |
| Posaune        | 16' |
| Oktave         | 8'  |
| Principal      | 8'  |
| Bourdon        | 8'  |
| Viola di Gamba | 8'  |
| Gemshorn       | 8'  |
| Salicional     | 8'  |
| Hohlflöte      | 8'  |
| Rohrflöte      | 8'  |
| Doppelflöte    | 8'  |
| Fugara         | 8'  |
| Posaune        | 8'  |
| Ophicleide     | 8'  |

| (continua) |        |
| Oktave     | 4'     |
| Principal  | 4'     |
| Rohrflöte  | 4'     |
| Hohlflöte  | 4'     |
| Gemshorn   | 4'     |
| Fugara     | 4'     |
| Clairon    | 4'     |
| Oktave     | 2'     |
| Doublette  | 2'     |
| Kornettino | 2'     |
| Oktave     | l'     |
| Quinte     | 5.1/3' |
| Quinte     | 2.2/3' |
| Terz       | 3.1/5' |
| Kornett V  | 8'     |
| Mixtur VI  | 4'     |
| Scharff IV | 1.1/3' |

| Secondo manuale |        |
| Principal       | 16'    |
| Salicional      | 16'    |
| Quintatön       | 16'    |
| Principal       | 8'     |
| Viola           | 8'     |
| Spitzflöte      | 8'     |
| Quintatön       | 8'     |
| Bifara          | 8'+4'  |
| Gedeckt         | 8'     |
| Dolce           | 8'     |
| Trompete        | 8'     |
| Klarinette      | 8'     |
| Principal       | 4'     |
| Spitzflöte      | 4'     |
| Viola           | 4'     |
| Gedecktflöte    | 4'     |
| Corno           | 4'     |
| Oktave          | 2'     |
| Nasard          | 2.2/3' |
| Mixtur V        | 2.2/3' |
| Kornett V       | 8'     |

| Terzo manuale        |       |
| Lieblich Gedeckt     | 16'   |
| Principal            | 8'    |
| Lieblich Gedeckt     | 8'    |
| Wiener Flöte         | 8'    |
| Aeoline              | 8'    |
| Voix celeste         | 8'    |
| Oboe                 | 8'    |
| Piffaro              | 8'+2' |
| Oktave               | 4'    |
| Viola                | 4'    |
| Flauto dolce         | 4'    |
| Oktave               | 2'    |
| Trompette harmonique | 8'    |
| Cymbel IV            | 2'    |

| Pedale       |         |
| Principalbaß | 32'     |
| Bombardon    | 32'     |
| Principalbaß | 16'     |
| Subbaß       | 16'     |
| Violonbaß    | 16'     |
| Flötenbaß    | 16'     |
| Kontrabaß    | 16'     |
| Gedecktbaß   | 16'     |
| Posaunenbaß  | 16'     |
| Oktavbaß     | 8'      |
| Flötenbaß    | 8'      |
| Violonbaß    | 8'      |
| Gedecktbaß   | 8'      |
| Trompete     | 8'      |
| Oktavbaß     | 4'      |
| Clairon      | 4'      |
| Oktavbaß     | 2'      |
| Quintbaß     | 10.2/3' |
| Terzbaß      | 6.2/5'  |
| Mixtur V     | 5.1/3'  |

Durante la seconda guerra mondiale la città di Vienna venne pesantemente bombardata dalle forze alleate e la cattedrale di Santo Stefano venne colpita il 12 marzo 1945 e il successivo 8 aprile e i due organi andarono perduti 
L'organo del coro venne nuovamente ricostruito dalla ditta organaria viennese Kauffmann nel 1952. Il nuovo strumento era a trasmissione elettrica ed aveva 12 registri; la sua consolle disponeva di due tastiere di 56 note ciascuna e pedaliera di 32 note. Di seguito la sua disposizione fonica:
| I - Hauptwerk |    |
| Prinzipal     | 8' |
| Spitzflöte    | 8' |
| Fugara        | 8' |
| Prinzipal     | 4' |
| Mixtur IV     | 2' |

| II - Schwellwerk |        |
| Gedeckt          | 8'     |
| Salicional       | 8'     |
| Nachthorn        | 4'     |
| Prinzipal        | 2'     |
| Terzian          | 1.3/5' |

| Pedal        |         |
| Prinzipalbaß | 16'     |
| Subbaß       | 16'     |
| Quintbaß     | 10.2/3' |
| Oktavbaß     | 8'      |
| Gedecktbaß   | 8'      |
| Quintbaß     | 5.1/3'  |
| Oktavbaß     | 4'      |
| Pommer       | 4       |

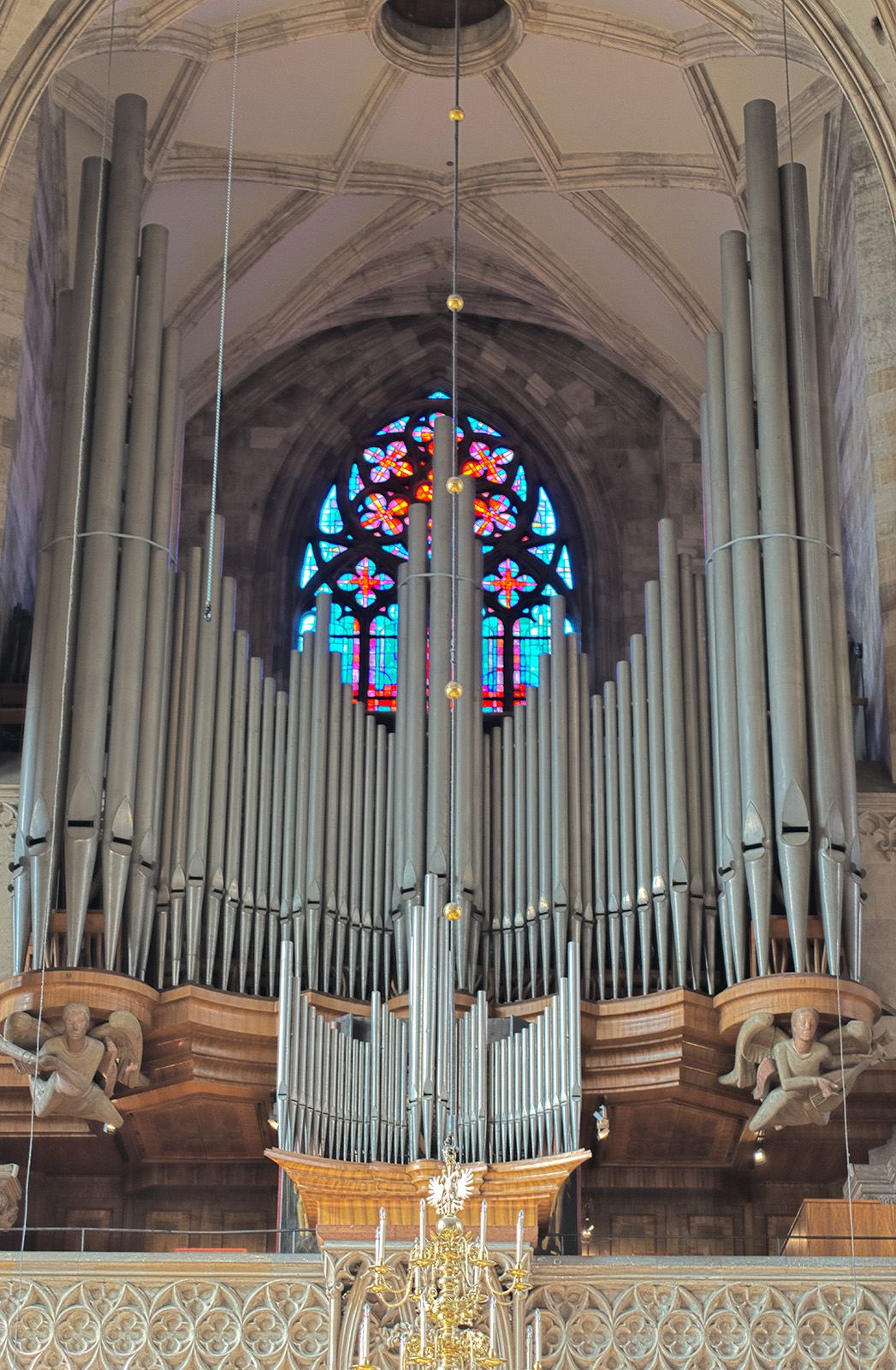
Corpo principale e positivo tergale centrale dell'organo Kauffmann

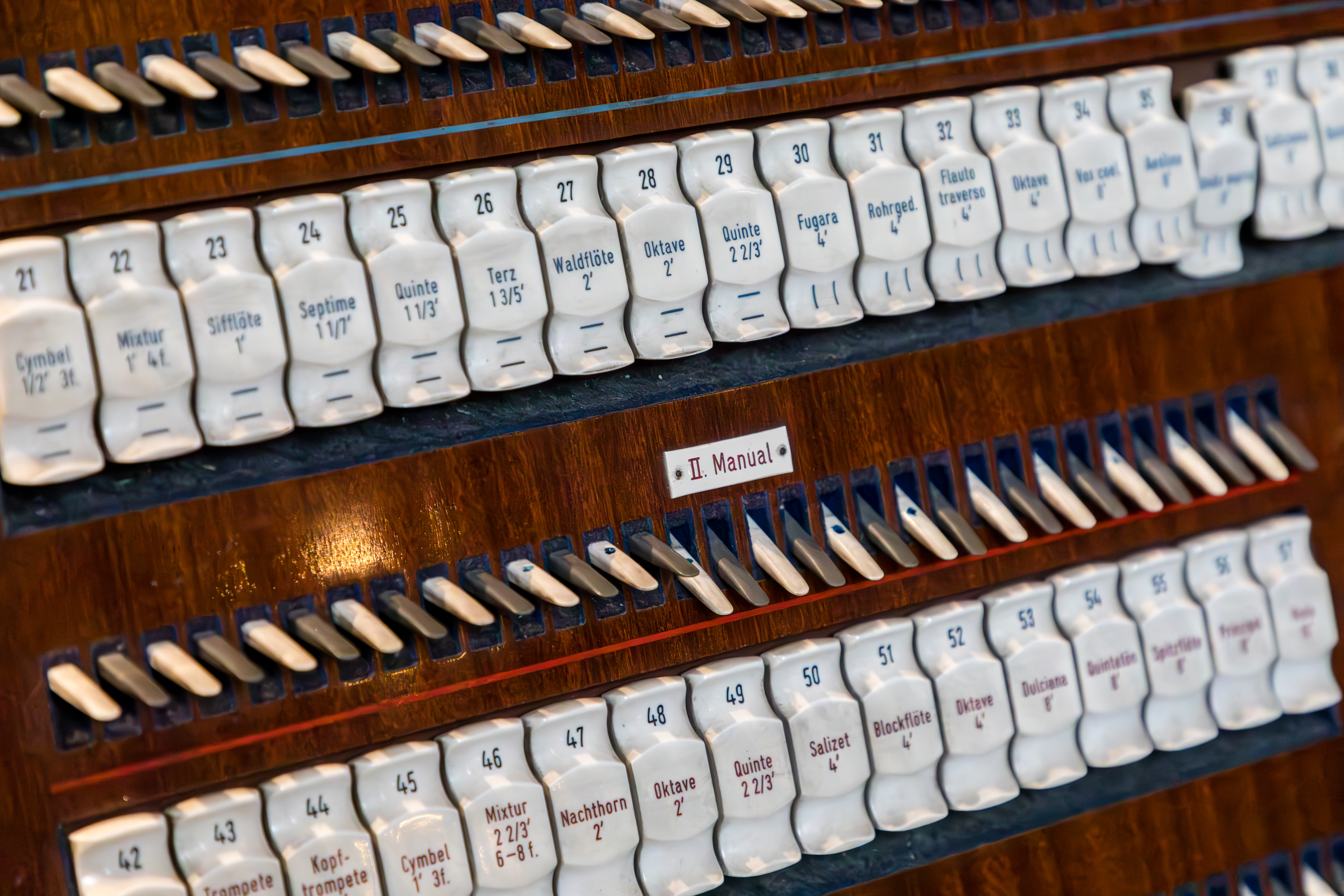
Particolare della consolle dell'organo Kauffmann

La stessa ditta si occupò della costruzione di un nuovo strumento di grandi dimensioni, che si protrasse dal 1956 al 1960. Lo strumento era a trasmissione elettro-pneumatica e possedeva quasi 10000 canne per un totale di 125 registri. La sua consolle, indipendente, era anch'essa situata sulla cantoria e disponeva di quattro tastiere di 56 note ciascuna e pedaliera concava di 32 note, con i registri, le unioni e gli accoppiamenti azionati da placchette a bilico, con combinazione libera pneumatica a linguette. Il materiale fonico si articolava in quattro corpi, con mostre fuori cassa composte da canne di principale con bocche a mitria; essi constano nel corpo maggiore e in tre positivi tergali, uno in corrispondenza di ognuna delle tre navate della cattedrale. Di seguito la disposizione fonica:
| I - Hauptwerk |        |
| Prinzipal     | 16'    |
| Oktav         | 8'     |
| Hohlflöte     | 8'     |
| Gedeckt       | 8'     |
| Viola         | 8'     |
| Dolce         | 8'     |
| Quinte        | 5.1/3' |
| Oktave        | 4'     |
| Hohflöte      | 4'     |
| Spitzflöte    | 4'     |
| Terz          | 3.1/5' |
| Quinte        | 2.2/3' |
| Oktave        | 2'     |
| Cornett V     | 8'     |
| Mixtur VI-IX  | 2'     |
| Scharf IV     | 1'     |
| Posaune       | 16'    |
| Trompete      | 8'     |
| Clairon       | 4'     |
| Corno         | 2'     |

| II - Oberwerk       |        |
| Viola               | 16'    |
| Prinzipal           | 8'     |
| Spitzflöte          | 8'     |
| Quintatön           | 8'     |
| Dulciana            | 8'     |
| Oktave              | 4'     |
| Blockflöte          | 4'     |
| Salizet             | 4'     |
| Quinte              | 2.2/3' |
| Oktave              | 2'     |
| Nachthorn           | 2'     |
| Mixtur VI-VIII      | 2.2/3' |
| Cymbel III          | 1'     |
| Dulcian             | 16'    |
| Trompete harmonique | 8'     |
| Kopftrompete        | 4'     |

| III - Schwellwerk |        |
| Gedeckt           | 16'    |
| Prinzipal         | 8'     |
| Rohrflöte         | 8'     |
| Quintatön         | 8'     |
| Salicional        | 8'     |
| Unda maris        | 8'     |
| Aeoline           | 8'     |
| Vox coelestis     | 8'     |
| Oktave            | 4'     |
| Flauto traverso   | 4'     |
| Rohrgedeckt       | 4'     |
| Fugara            | 4'     |
| Quinte            | 2.2/3' |
| Oktave            | 2'     |
| Waldflöte         | 2'     |
| Terz              | 1.3/5' |
| Quinte            | 1.1/3' |
| Septime           | 1.1/7' |
| Sifflöte          | 1'     |
| Mixtur IV         | 1'     |
| Cymbel III        | 1/2'   |
| Fagott            | 16'    |
| Trompete          | 8'     |
| Geigenregal       | 8'     |
| Vox humana        | 8'     |
| Clairon           | 4'     |
| Tremulant         |        |

| IV - Brüstungspositive |        |
| Linkes Positiv         |        |
| Quintatön              | 16'    |
| Copula                 | 8'     |
| Viola da Gamba         | 8'     |
| Gemshorn               | 4'     |
| Gedecktflöte           | 4'     |
| Prinzipal              | 2'     |
| Terz                   | 1.3/5' |
| Quinte                 | 1.1/3' |
| Mixtur III-V           | 2'     |
| Rohrschalmei           | 8'     |
|                        |        |
| Mittelpositiv          |        |
| Praestant              | 8'     |
| Gedeckt                | 8'     |
| Spitzflöte             | 4'     |
| Nachthorn              | 4'     |
| Prinzipal              | 2'     |
| Mixtur III             | 1'     |
| Rankett                | 16'    |
| Krummhorn              | 8'     |
|                        |        |
| Rechtes Positiv        |        |
| Bourdon                | 16'    |
| Suavial                | 8'     |
| Gemshorn               | 8'     |
| Prinzipal              | 4'     |
| Rohrflöte              | 4'     |
| Blockflöte             | 2'     |
| Oktave                 | 1'     |
| Mixtur IV-VI           | 1.1/3' |
| Oboe                   | 8'     |
| Clarinette             | 8'     |

| Pedalwerk     |         |
| Prinzipalbass | 32'     |
| Untersatz     | 32'     |
| Oktavbass     | 16'     |
| Kontrabass    | 16'     |
| Subbass       | 16'     |
| Gedecktbass   | 16'     |
| Gemshornbass  | 16'     |
| Salizetbass   | 16'     |
| Quintbass     | 10.2/3' |
| Oktave        | 8'      |
| Violon        | 8'      |
| Gedeckt       | 8'      |
| Pommer        | 8'      |
| Gemshorn      | 8'      |
| Salizet       | 8'      |
| Quinte        | 5.1/3'  |
| Oktave        | 4'      |
| Flöte         | 4'      |
| Gedeckt       | 4'      |
| Gemshorn      | 4'      |
| Violoncello   | 4'      |
| Salizet       | 4'      |
| Terz          | 3.1/5'  |
| Quinte        | 2.2/3'  |
| Oktave        | 2'      |
| Nachthorn     | 2'      |
| Mixtur V      | 4'      |
| Bombarde      | 32'     |
| Posaune       | 16'     |
| Basson        | 16'     |
| Posaune       | 8'      |
| Fagott        | 8'      |
| Feldtrompete  | 4'      |
| Geigenregal   | 4'      |
| Musette       | 2'      |

Considerando l'organo Kauffmann insoddisfacente e inadatto tanto al servizio liturgico, quanto a quello concertistico e all'importanza del luogo, agli inizi degli anni novanta del XX secolo venne presa la decisione di dotare la cattedrale di un nuovo strumento. L'opera è stata condotta dalla ditta Rieger di Schwarzach che terminò i lavori nell'agosto 1991; l'inaugurazione avvenne il 13 settembre dello stesso anno alla presenza del cardinale arcivescovo di Vienna Hans Hermann Groër che benedisse lo strumento.
Nel 2009, in occasione dei duecento anni dalla morte del compositore Franz Joseph Haydn, fu costruito dalla stessa ditta organaria un organo mobile chiamato, appunto, Haydn-Orgel.
Il 1º ottobre 2010, in occasione del cinquantesimo anniversario dell'organo Kauffmann inaugurazione, si è formata un'associazione per salvare lo strumento, in disuso dal 1991 presieduta dai discendenti del costruttore e sostenuta da personalità di spicco dell'ambito musicale. Nel 2017 iniziò l'operazione di revisione e radicale restauro dell'organo in tutte le sue parti, affidata alla ditta Rieger (che si è avvalsa della collaborazione dell'organista titolare della cattedrale Konstantin Reymaier) e conclusasi nel 2020; l'inaugurazione, prevista per la Pasqua 2020, in concomitanza con il settantacinquesimo anniversario della distruzione della cattedrale di Santo Stefano durante la seconda guerra mondiale, è stata rinviata a causa della pandemia di COVID-19 del 2019-2021. L'evento ha avuto finalmente luogo il 4 ottobre successivo con un concerto tenuto dai due organisti della cattedrale, Konstantin Reynmaier ed Ernst Wally, al quale è seguito un festival in più date, dalla sera dello stesso giorno al 26 ottobre successivo.

## Organo maggiore

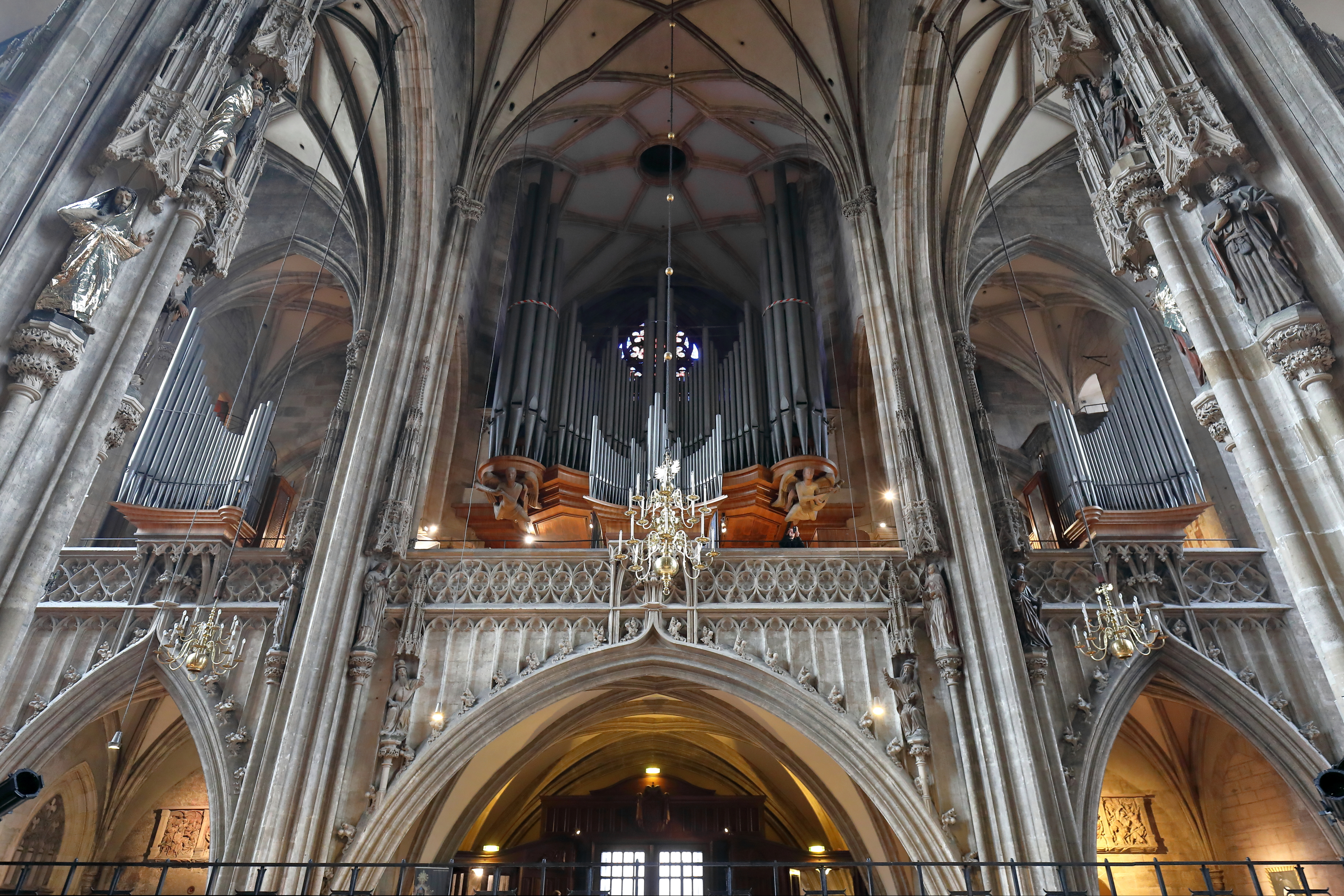
L'organo maggiore

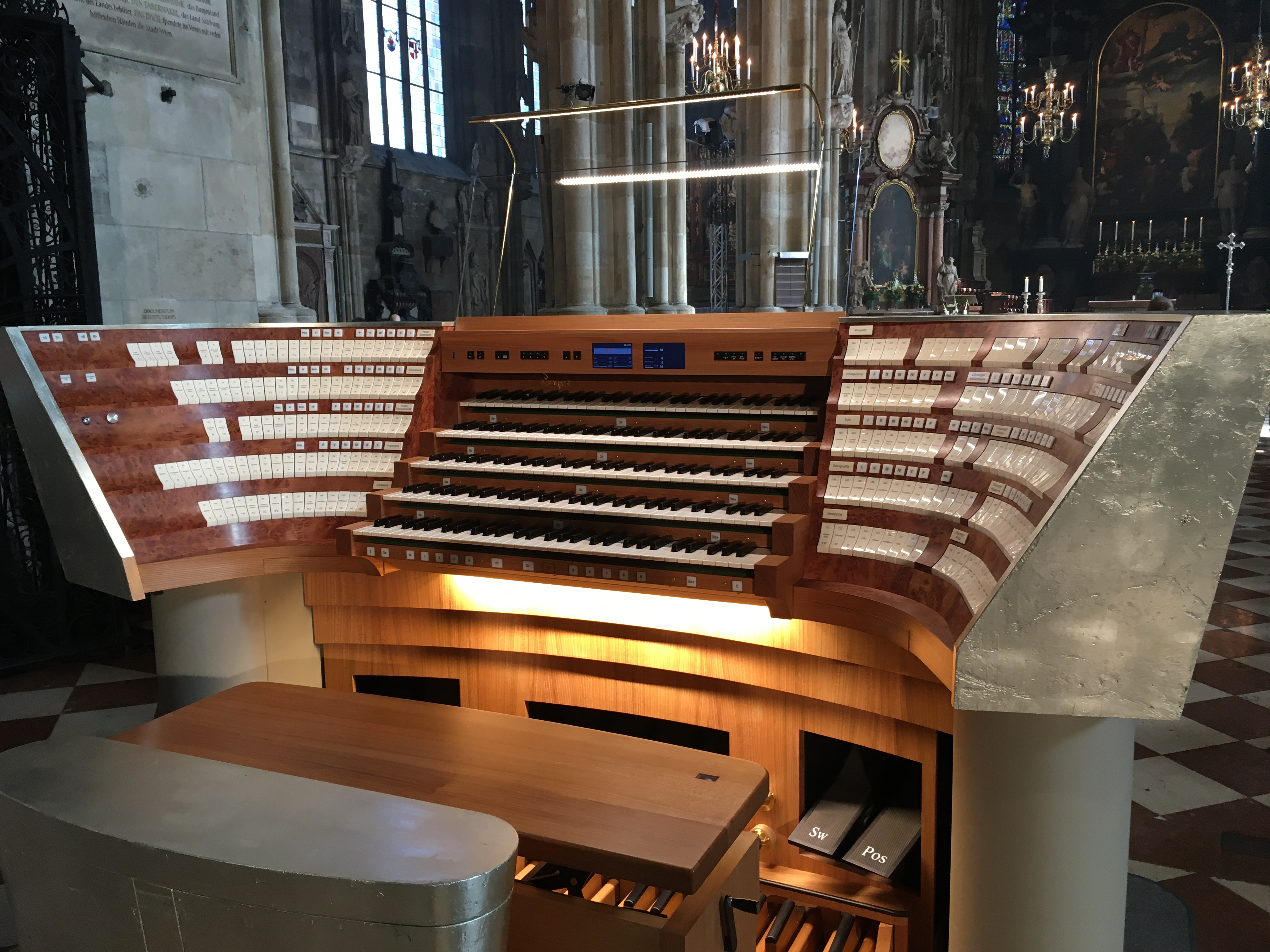
La consolle in navata dell'organo maggiore

L'organo maggiore è il frutto del rifacimento operato tra il 2017 e il 2020 dalla ditta organaria Rieger, del precedente strumento realizzato tra il 1956 e il 1960 dalla ditta Kauffmann, del quale conserva la facciata e circa metà del materiale fonico.
Lo strumento, situato sull'ampia cantoria in controfacciata, si articola in un unico corpo principale, in corrispondenza della navata maggiore, e tre positivi tergali. Il prospetto, disegnato da Kurt Stögerer, si compone della cassa lignea, limitata al basamento, e delle canne di principale, con bocche "a mitria", raggruppate in cuspidi e ali digradanti verso il centro; la canna maggiore è alta circa 12 metri e appartiene al registro Prinzipal 32'. Dall'esterno non risulta visibile la cassa interna che racchiude alcune sezioni dell'organo, realizzata per favorire la propagazione del suono e al contempo proteggere il materiale fonico dalla polvere.
L'organo maggiore dispone di 130 registri; dalle sue consolle è possibile suonare anche l'organo della navata, tanto da portare lo strumento nel suo complesso a 185 registri per un totale di 12616 canne (delle quali circa 5000 recuperate dall'organo Kauffmann), che lo rendono il più grande organo dell'Austria; i somieri sono tutti stati realizzati da Rieger. Considerando il fatto che dalle sue consolle è possibile suonare anche l'organo della navata, lo strumento nel suo complesso raggiunge i 180 registri.
Le consolle sono due: l'una è situata sulla cantoria, mentre l'altra è a pavimento nell'aula. Entrambe dispongono di cinque tastiere di 61 note ciascuna (Do1-Do6) e pedaliera concavo-parallela di 32 note (Do1-Sol3). I registri, le unioni e gli accoppiamenti sono azionati da placchette disposte su più file ai lati dei manuali; ciascuna divisione (ad eccezione di quelle del pedale) è assegnabile indipendentemente ad ogni tastiera o alla pedaliera. La consolle originaria dell'organo Kauffmann è dal 2020 parte della collezione di strumenti musicali del Museo della tecnica di Vienna.
Di seguito la disposizione fonica (dalla quale si escludono i registri dell'organo della navata):
| I - Hauptwerk   |        |
| Prinzipal       | 32'    |
| Prinzipal       | 16'    |
| Bourdon         | 16'    |
| Prinzipal I     | 8'     |
| Prinzipal II    | 8'     |
| Doppelflöte     | 8'     |
| Gedeckt         | 8'     |
| Viola           | 8'     |
| Quinte          | 5.1/3' |
| Oktave          | 4'     |
| Offenflöte      | 4'     |
| Gemshorn        | 4'     |
| Terz            | 1.3/5' |
| Quinte          | 2.2/3' |
| Mixtur major IV | 2.2/3' |
| Mixtur minor IV | 1.1/3' |
| Cornet V        | 8'     |
| Posaune         | 16'    |
| Trompete I      | 8'     |
| Trompete II     | 8'     |
| Klarine         | 4'     |

| II - Rückpositiv |        |
| Prinzipal        | 8'     |
| Bourdon          | 8'     |
| Quintatön        | 8'     |
| Prinzipal        | 4'     |
| Nachtorn         | 4'     |
| Nasard           | 2.2/3' |
| Doublette        | 2'     |
| Tierce           | 1.3/5' |
| Larigot          | 1.1/3' |
| Sifflöte         | 1'     |
| Scharff IV-III   | 1'     |
| Cromorne         | 8'     |
| Tremulant        |        |

| II - Positiv Evangelienseite |        |
| Kontrabass                   | 16'    |
| Aeoline                      | 16'    |
| Suavial                      | 8'     |
| Gedeckt                      | 8'     |
| Gambe                        | 8'     |
| Vox coelestis                | 8'     |
| Aeoline                      | 8'     |
| Blockflöte                   | 4'     |
| Fugara                       | 4'     |
| Nasard                       | 2.2/3' |
| Flöte                        | 2'     |
| Septime                      | 1.1/7' |
| Harmonia aethaeria IV-V      | 2'     |
| Klarinette                   | 8'     |
| Rohrschalmei                 | 8'     |
| Tremulant                    |        |

| Pedal Evangelienseite |     |
| Aeoline               | 16' |
| Gedeckt               | 8'  |

| III - Schwellwerk    |        |
| Quintatön            | 16'    |
| Viola                | 16'    |
| Diapason             | 8'     |
| Flûte harmonique     | 8'     |
| Bourdon              | 8'     |
| Bourdon céleste      | 8'     |
| Violoncelle          | 8'     |
| Voix céleste         | 8'     |
| Octave               | 4'     |
| Flûte traversière    | 4'     |
| Salicet              | 4'     |
| Nazard harmonique    | 2.2/3' |
| Flûte octaviante     | 2'     |
| Tierce harmonique    | 1.3/5' |
| Fourniture V         | 2.2/3' |
| Cymbale III          | 2.3'   |
| Cornet V             | 8'     |
| Bombarde             | 16'    |
| Trompette harmonique | 8'     |
| Basson-hautbois      | 8'     |
| Voix humaine         | 8'     |
| Clairon harmonique   | 4'     |
| Tremblant            |        |

| IV - Positiv Epistelseite |        |
| Bourdon                   | 16'    |
| Salicional                | 16'    |
| Prinzipal                 | 8'     |
| Wienerflöte               | 8'     |
| Gemshorn                  | 8'     |
| Unda maris                | 8'     |
| Quinte                    | 5.1/3' |
| Prestant                  | 4'     |
| Flauto amabile            | 4'     |
| Terz                      | 3.1/5' |
| Nasard                    | 2.2/3' |
| Septime                   | 2.2/7' |
| Oktave                    | 2'     |
| None                      | 1.7/8' |
| Mixtur IV                 | 2'     |
| Fagott                    | 16'    |
| Trompete                  | 8'     |
| Cor anglais               | 8'     |
| Tremulant                 |        |

| Pedal Epistelseite |     |
| Bourdon            | 16' |
| Wienerflöte        | 8'  |

| V - Solo         |     |
| Gambe            | 8'  |
| Gambe céleste    | 8'  |
| Flûte harmonique | 8'  |
| Flûte harmonique | 4'  |
| French horn      | 8'  |
| Clarinette       | 8'  |
| Tuba             | 8'  |
| Tuba             | 4'  |
| Tremulant        |     |
| Harmonika        | 16' |
| Harmonika        | 8'  |

| V - Trompeteria |               |
| Trompete        | 16' Bass      |
| Trompete        | 16' Diskant   |
| Trompete        | 8' Bass       |
| Trompete        | 4' Diskant    |
| Trompete        | 4'/8' Bass    |
| Trompete        | 4'/8' Diskant |
| Tuba            | 8'            |
| Glocken         | 8'            |

| Großpedal      |         |
| Gravissima     | 64'     |
| Prinzipalbass  | 32'     |
| Untersatz      | 32'     |
| Subbass        | 16'     |
| Offenbass      | 16'     |
| Gemshorn       | 16'     |
| Quintbass      | 10.2/3' |
| Großseptime    | 9.1/7'  |
| Offenflöte     | 8'      |
| Terz           | 6.2/5'  |
| Theorbe        | 3.1/9'  |
| Kontrebombarde | 32'     |
| Kontrafagott   | 32'     |
| Bombarde       | 16'     |
| Posaune        | 16'     |
| Trompete       | 8'      |
| Klarine        | 4'      |

| Kleinpedal |     |
| Violonbass | 16' |
| Prinzipal  | 8'  |
| Gedeckt    | 8'  |
| Cello      | 8'  |
| Oktave     | 4'  |
| Nachthorn  | 4'  |
| Flöte      | 2'  |
| Mixtur IV  | 2'  |
| Dulcian    | 16' |

1. ↑  Espressivo, corpo tergale meridionale.
2. ↑  Espressivo, corpo tergale settentrionale.
3. ↑  Espressivo.

## Organo della navata

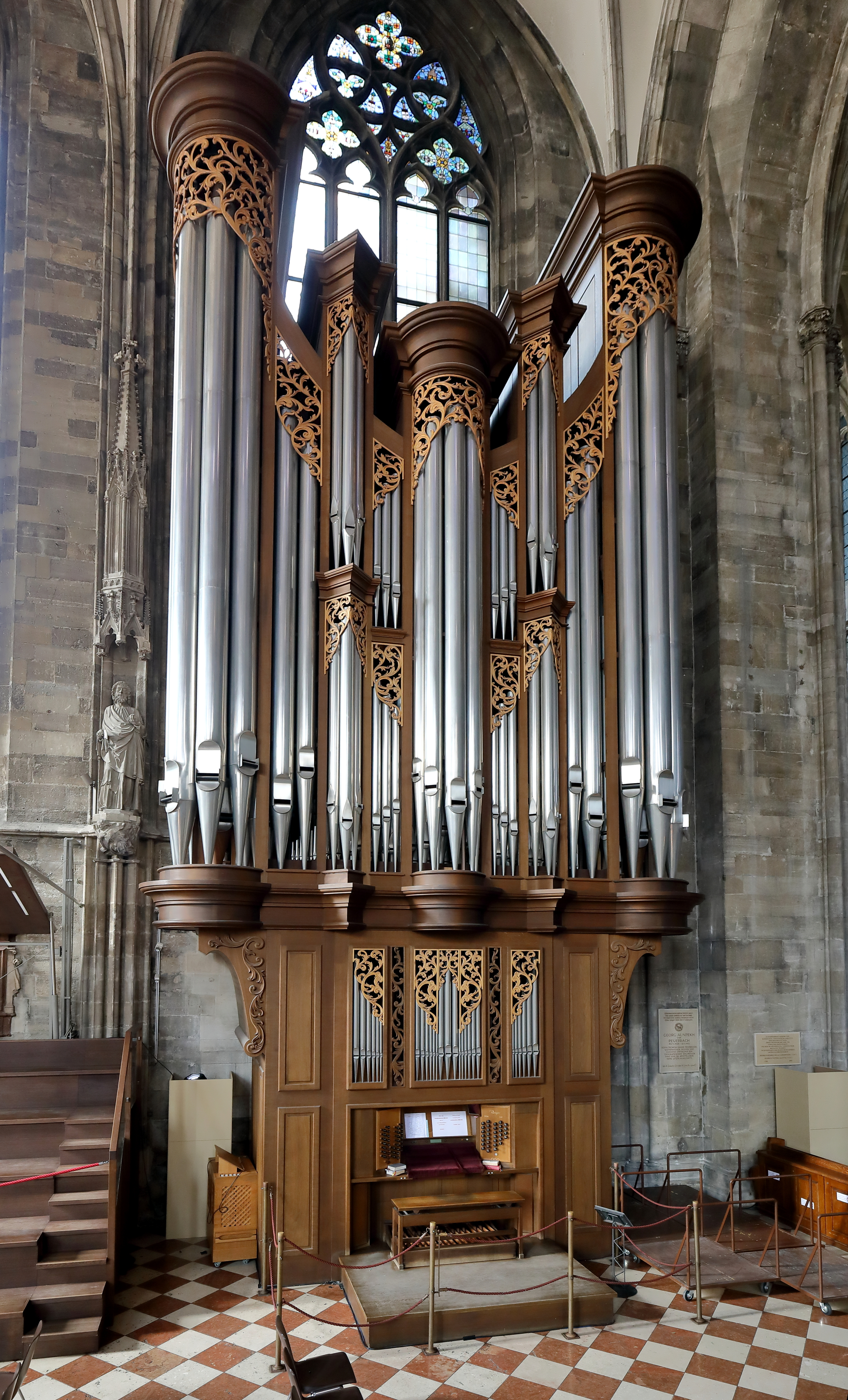
L'organo della navata

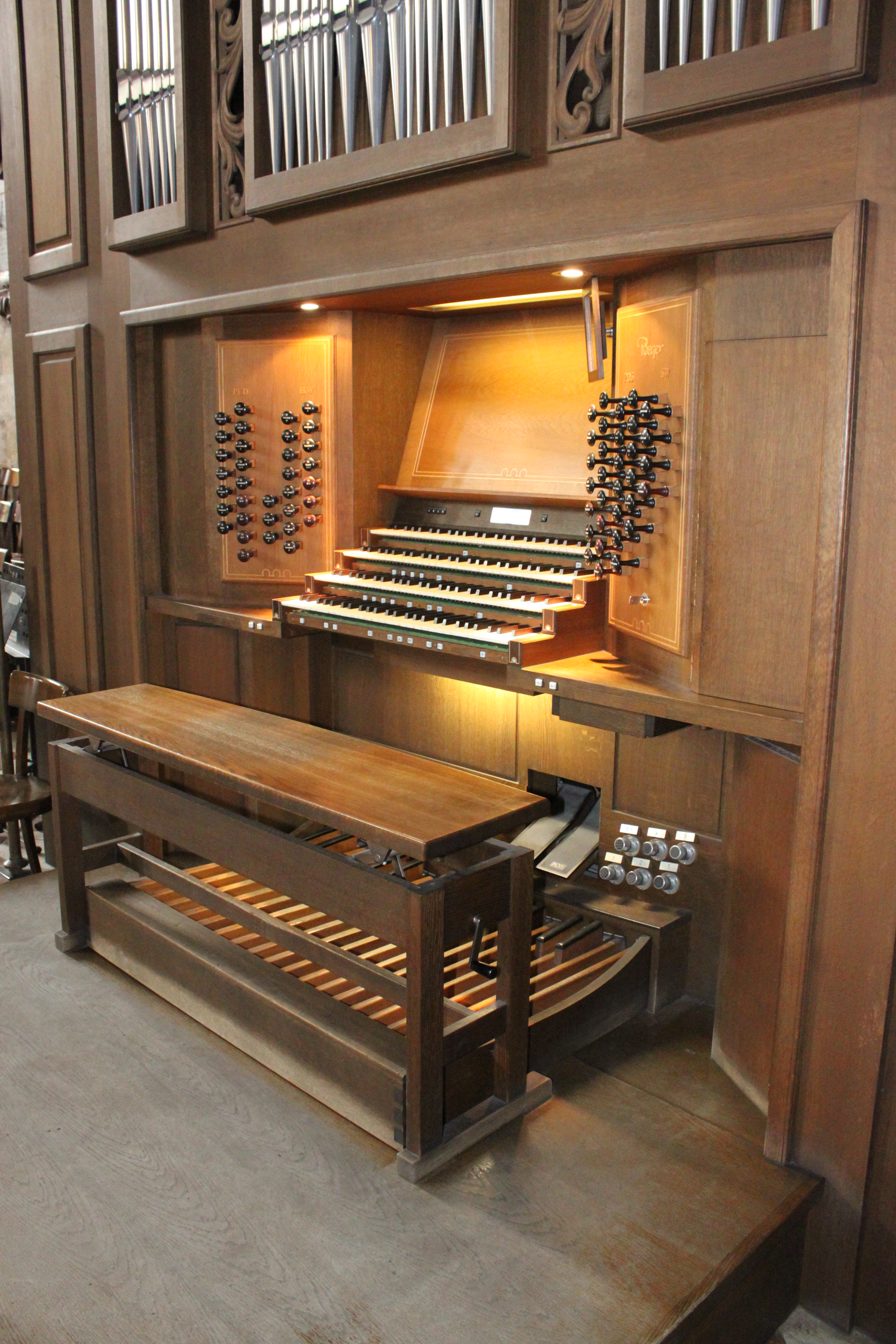
La consolle dell'organo della navata

L'organo costruito dalla ditta organaria Rieger nel 1991 è situato nella sesta campata della navata laterale di destra.
Lo strumento è a trasmissione mista, meccanica per i manuali e il pedale, elettrica per i registri e le combinazioni. Esso è racchiuso all'interno di una cassa lignea in stile barocco, con mostra composta da canne metalliche di principale con bocche a scudo, con decorazioni lignee ad intaglio. La consolle si trova al centro del basamento ed è a finestra; essa dispone di quattro tastiere di 56 note ciascuna e pedaliera concava di 30 note.
Il prospetto fonico dell'organo è ispirato agli strumenti riformati alsaziani, caratterizzato da uno Swellwerk (corrispondente alla terza tastiera) particolarmente adatto per l'esecuzione del repertorio romantico francese e tedesco posto come un Brustwerk immediatamente al di sopra della consolle, ed un Positiv ideato per l'accompagnamento dei canti.
Di seguito la disposizione fonica dello strumento:
| I - Hauptwerk   |        |
| Principal       | 16'    |
| Octav           | 8'     |
| Gamba           | 8'     |
| Hohlflöte       | 8'     |
| Octav           | 4'     |
| Spitzflöte      | 4'     |
| Quint           | 2.2/3' |
| Octav           | 2'     |
| Mixtur major VI | 2'     |
| Mixtur minor IV | 1.1/3' |
| Trompete        | 16'    |
| Trompete        | 8'     |

| II - Positiv    |        |
| Principal       | 8'     |
| Gedeckt         | 8'     |
| Quintade        | 8'     |
| Principal       | 4'     |
| Rohrflöte       | 4'     |
| Sesquialtera II | 2.2/3' |
| Octav           | 2'     |
| Blockflöte      | 2'     |
| Larigot         | 1.1/3' |
| Scharff IV      | 1'     |
| Regal           | 16'    |
| Cromorne        | 8'     |
| Tremulant       |        |

| III - Schwellwerk |        |
| Bourdon           | 16'    |
| Principal         | 8'     |
| Bourdon           | 8'     |
| Salicional        | 8'     |
| Schwebung         | 8'     |
| Octav             | 4'     |
| Flöte             | 4'     |
| Nazard            | 2.2/3' |
| Viola             | 4'     |
| Flachflöte        | 2'     |
| Terz              | 1.3/5' |
| Mixtur VI-VIII    | 1.1/3' |
| Trompete          | 8'     |
| Oboe              | 8'     |
| Clairon           | 4'     |
| Voix humaine      | 8'     |
| Tremulant         |        |

| IV - Solowerk |    |
| Trompete      | 8' |
| Clairon       | 4' |
| Cornet V      | 8' |

| Pedal          |        |
| Untersatz      | 32'    |
| Principal      | 16'    |
| Subbaß         | 16'    |
| Octavbaß       | 8'     |
| Gedecktbaß     | 8'     |
| Quintbaß       | 5.1/3' |
| Choralbaß      | 4'     |
| Nachthorn      | 2'     |
| Rauschpfeife V | 2.2/3' |
| Posaune        | 16'    |
| Trompete       | 8'     |
| Zinke          | 4'     |

## Haydn-Orgel

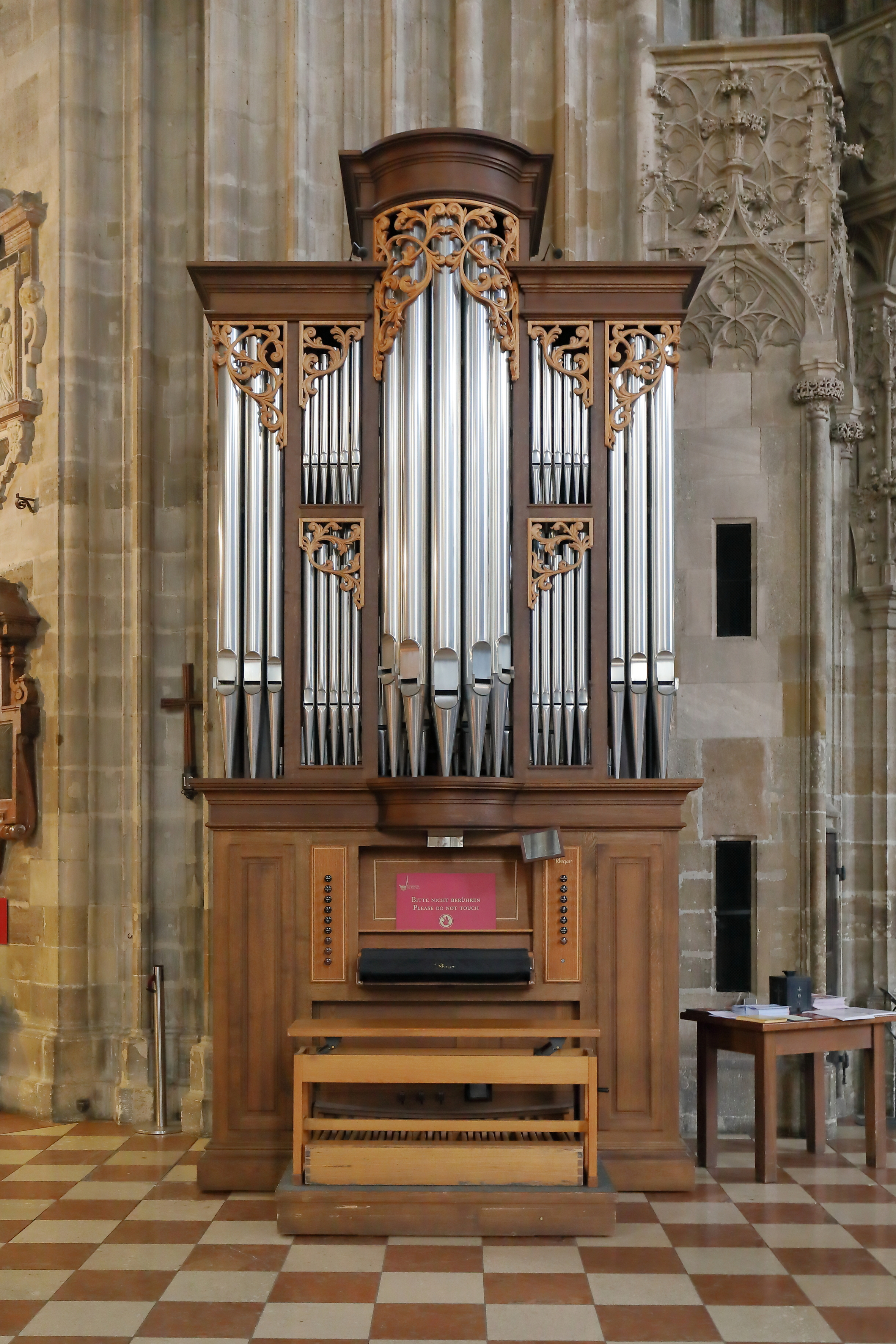
Haydn-Orgel

La cattedrale è dotata anche di un organo positivo mobile, costruito nel 2009 dalla ditta Rieger e dedicato al compositore Franz Joseph Haydn in occasione dei 200 anni dalla sua morte (1809).
Lo strumento pesa 1600 kg ed è collocato su un carrello in maniera tale da poter essere spostato all'interno della cattedrale ove sia necessario il suo utilizzo; viene usato non solo per accompagnare le liturgie che si tengono presso gli altari laterali, ma anche a scopo concertistico: per questo motivo è collegato attraverso dei microfoni alla Radio Stephansdom in maniera tale che il suo suono possa essere trasmesso anche via radio.
L'organo è a trasmissione mista, meccanica per i manuali e il pedale ed elettrica per i registri. La sua consolle, a finestra, dispone di due tastiere di 56 note ciascuna e di una pedaliera concava di 30 note ed è posta al centro del basamento della cassa che racchiude il materiale fonico, ideata come una riduzione di quella dell'organo Rieger del 1991, con mostra composta da canne di principale disposte in più campi, con decorazioni lignee intagliate.
La disposizione fonica dello strumento è la seguente:
| I - Hauptwerk  |    |
| Principal      | 8' |
| Viola da Gamba | 8' |
| Gedeckt        | 8' |
| Octave         | 4' |
| Principal      | 2' |
| Mixtur III     | 2' |

| II - Positiv    |        |
| Coppel          | 8'     |
| Traversflöte    | 8'     |
| Flöte           | 4'     |
| Flachflöte      | 2'     |
| Quinte          | 2.2/3' |
| Sesquialtera II | 2.2/3' |
| Tremulant       |        |

| Pedal       |
| Subbass 16' |